# Joseph Antoine Aréna
Pour les articles homonymes, voir Aréna.
Joseph Antoine Aréna (né à l'Île-Rousse (Corse) le 30 mai 1771 - fusillé à Paris le 30 janvier 1801) est un militaire français, adjudant-général.

## Biographie
Frère de Barthélémy Aréna, qui aurait tenté de poignarder Bonaparte le 18 brumaire, il naquit en Corse d'une famille ennemie de celle des Bonaparte. Il avait servi avec distinction dans la gendarmerie comme adjudant général à l'Ile-Rousse, il devient lieutenant-colonel en second du 3e bataillon de volontaires de la Corse le 7 mars 1792 avant d'être nommé capitaine au 16e bataillon d'infanterie légère le 16 juin 1793 puis adjudant général le 22 octobre 1793, chef de son bataillon de volontaires le 18 novembre 1793, adjudant-général chef de brigade le 20 décembre 1793, pour s'être distingué au siège de Toulon.
Il est élu député législatif de la Corse au Conseil des Cinq-Cents le 10 avril 1797.
Nommé au grade de chef de brigade de gendarmerie, il démissionne  après le 18 brumaire. Convaincu avec Dominique Demerville, Giuseppe Ceracchi, François Topino-Lebrun et Giuseppe Diana, d'avoir participé à la conspiration des poignards (ou complot de l'opéra) visant à assassiner le premier consul le 10 octobre 1800, à la sortie d'une représentation de l'opéra les Horaces il est arrêté à l'Opéra au moment où le complot allait être exécuté, après un procès contesté par les accusés, il est condamné à mort et fusillé le 30 janvier 1801 avec Demerville, Cerrachi et Topin-Lebrun. Diana, lui, fut acquitté.